# For Ireland's Sake
For Ireland's Sake er en amerikansk stumfilm fra 1914 af Sidney Olcott.

## Medvirkende
- Gene Gauntier som Eileen Donaghue
- Jack J. Clark som Marty O'Sullivan
- Mrs Norina som Mrs Bridget Donaghue
- Sidney Olcott som Flannigan